# Castel Porziano (Tenuta presidenziale)
Castel Porziano (Tenuta presidenziale) este o arie protejată (arie de protecție specială avifaunistică — SPA) din Italia întinsă pe o suprafață de 6.039 ha, integral pe uscat.

## Localizare
Centrul sitului Castel Porziano (Tenuta presidenziale) este situat la coordonatele 41°43′29″N 12°24′01″E / 41.724724°N 12.400378°E.

## Înființare
Situl Castel Porziano (Tenuta presidenziale) a fost declarat arie de protecție specială avifaunistică în noiembrie 1998 pentru a proteja 14 specii de animale.

## Biodiversitate
Situată în ecoregiunea mediteraneană, aria protejată conține 12 habitate naturale: Dune de pe litoral fixate cu Crucianellion maritimae, Iazuri temporare mediteraneene, Dune mobile cu vegetație embrionară, Dune cu vegetație ierboasă Malcolmietalia, Păduri de Quercus suber, Dune împădurite cu Pinus pinea și/sau Pinus pinaster, Matorral arborescenți cu Laurus nobilis, Dune de coastă cu Juniperus spp., Vegetație anuală la limita mareei, Matorral arborescenți cu Juniperus spp., Dune mobile de-a lungul țărmului cu Ammophila arenaria („dune albe”), Pseudostepă cu ierburi și specii anuale de Thero-Brachypodietea.
La baza desemnării sitului se află mai multe specii protejate:
- păsări (9): pescăruș albastru (Alcedo atthis), egretă mare (Ardea alba), caprimulg (Caprimulgus europaeus), prundăraș de sărătură (Charadrius alexandrinus),  prundaș gulerat mic (Charadrius dubius), egretă mică (Egretta garzetta), gaia neagră (Milvus migrans), viespar (Pernis apivorus), silvie de tufiș (Sylvia undata)
- amfibieni (1): Triturus carnifex
- nevertebrate (1): Osmoderma eremita
- reptile (3): șarpele cu patru dungi (Elaphe quatuorlineata), țestoasa de baltă (Emys orbicularis), țestoasă bănățeană (Testudo hermanni)

Pe lângă speciile protejate, pe teritoriul sitului au mai fost identificate 18 specii de plante, 2 specii de păsări, 2 specii de amfibieni, 5 specii de mamifere, 6 specii de nevertebrate.